# The Dream Chapter: Star
Albums de TXT
The Dream Chapter: Magic
(2019)
Singles
1. Crown
Sortie : 4 mars 2019
2. Cat & Dog
Sortie : 25 avril 2019
3. Nap of a Star
Sortie : 5 juin 2019

The Dream Chapter: Star (stylisé The Dream Chapter: STAR ) est le premier mini-album du groupe de garçons sud-coréen TXT.  Il est sorti le 4 mars 2019 et lance les débuts du groupe. L'album contient cinq pistes avec Crown comme chanson-titre.  

## Contexte
TXT a été annoncé pour la première fois en janvier à travers une série de vidéos révélant les membres un par un. Le 22 février, la tracklist du premier album est sortie. Le 4 mars, TXT ont fait leur début sur scène sur Mnet en interprétant leur premier single "어느 날 머리 에서 뿔 이 자랐다" (Crown), Blue Orangeade et "별 의 낮잠" (Nap of a star). 
Le 7 avril, la vidéo lyrique du single promo Blue Orangeade a été publiée sur la chaîne YouTube de Big Hit. Par la suite, un clip vidéo du deuxième single de suivi officiel Cat & Dog est sorti le 25 avril à minuit KST sur la même chaîne. Le single numérique promotionnel Our Summer (Acoustic Mix) a été annoncé et publié le 31 mai, avec un préavis de 10 heures sur le compte Twitter officiel de Big Hit Entertainment. Sans aucune annonce préalable, le 5 juin, un clip pour le troisième single "Nap of a star" est sorti sur la chaîne YouTube de Big Hit.

## Liste des pistes
Crédits adaptés depuis Tidal.
| 1.    | Blue Orangeade | - Slow Rabbit - Moonshine - Cazzi Opeia - Ellen Berg - Supreme Boi                                           | Slow Rabbit                                    | 3:06 |
| 2.    | Crown (어느 날 머리에서 뿔이 자랐다 / Eoneu nal meorieseo ppuri jaratda [lit. One Day Antlers Grew From My Head]) | - Slow Rabbit - Melanie Joy Fontana - Michel "Lindgren" Schulz - Supreme Boi - "hitman" bang - Mayu Wakisaka | Slow Rabbit                                    | 3:51 |
| 3.    | Our Summer | - The Futuristics - Delacey - Jesse St John - Shae Jacobs - "hitman" bang - ADORA                            | The Futuristics                                | 3:30 |
| 4.    | Cat & Dog | - Daniel "JUNE NAWAKII" Celestin - Supreme Boi - Darel "BEBE DA RICH" Ituta                                  | - Daniel "JUNE NAWAKII" Celestin - Supreme Boi | 3:08 |
| 5.    | Nap of a Star (별의 낮잠 / Byeorui natjam [lit. Stellar Nap])                                                     | - LEL - "hitman" bang - Slow Rabbit                                                                          | LEL                                            | 4:03 |
| 17:38 | | |                                                |      |

## Classements

### Classements hebdomadaires
| Classement (2019)                  | Meilleure position |
| ---------------------------------- | ------------------ |
| Belgian Albums (Ultratop Flanders) | 98                 |
| Canadian Albums (Billboard)        | 100                |
| French Digital Albums (SNEP)       | 11                 |
| Japanese Albums (Oricon)           | 3                  |
| Scottish Albums (OCC)              | 71                 |
| South Korean Albums (Gaon)         | 1                  |
| Spanish Albums (PROMUSICAE)        | 58                 |
| Swiss Albums (Schweizer Hitparade) | 58                 |
| UK Digital Albums (OCC)            | 20                 |
| US Billboard 200                   | 140                |
| US World Albums (Billboard)        | 1                  |

### Classements de fin d'année
| Classement (2019) | Position |
| ----------------- | -------- |
| Corée du Sud Gaon | 26       |

## Distinctions
| Critique / Publication | Liste                        | Chanson | Rang | Réf.   |
| ---------------------- | ---------------------------- | ------- | ---- | ------ |
| Raffinerie29           | The Best K-Pop Songs Of 2019 | Crown   | 1    | [ 8 ]  |
| PopCrush               | Best Songs Of 2019           | Crown   | 9    | [ 9 ]  |
| KultScene              | 50 Best K-pop Songs of 2019  | Crown   | 7    | [ 10 ] |

| Publication | Distinctions                   | Chanson | Rang / Année | Ref.   |
| ----------- | ------------------------------ | ------- | ------------ | ------ |
| British GQ  | Best K-Pop songs of the decade | Crown   | Year of 2019 | [ 11 ] |

### Music program awards
| Chanson | Programme           | Date         |
| ------- | ------------------- | ------------ |
| Crown   | The Show (SBS MTV)  | 12 mars 2019 |
| Crown   | M Countdown (Mnet)  | 14 mars 2019 |
| Crown   | Show Champion (MBC) | 20 mars 2019 |

## Ventes
| Classement               | Ventes  |
| ------------------------ | ------- |
| Japon Oricon             | 24 796  |
| Corée du Sud Gaon        | 203 795 |
| États-Unis Nielsen Music | 4 000   |